# Fontaine des Ambassadeurs
La fuente de los Embajadores, también llamada fuente de Venus, se encuentra en la parte norte de los jardines de los Campos Elíseos, parte del Carré des Ambassadeurs, cerca de la Plaza de la Concordia en el VIII Distrito de París.

## Histórico
Poco después de completar las fuentes del Concorde, Jacques Hittorff construyó cuatro fuentes adicionales en las plazas de los jardines de los Campos Elíseos. La Fuente de los Embajadores es una de ellas, fue construida en 1840. Está decorado con la estatua de Venus bañándose del escultor Francisque Duret, Premio de Roma de 1823. Las proporciones y formas de la fuente reflejan perfectamente las obras realizadas durante la Restauración y la Monarquía de Julio. El nombre de la fuente proviene de un café ubicado en el Faubourg Saint-Honoré en el siglo XVIII . llamado Café des Ambassadeurs.

## Descripción
La pila circular de la fuente, el pedestal con decoración en forma de conchas y la pila sostenida por los delfines adornados con hojas de palma y las cabezas de leones escupiendo agua, son idénticas a las otras tres fuentes instaladas en los jardines de los Campos Elíseos de Jacques Hittorff:
- Fuente de Diana
- la fuente del circo
- y la fuente de la Grille du Coq

Sólo las partes superiores divergen. En la parte superior de la Fuente de los Embajadores domina la estatua de Venus trenzando su cabello, envuelta en un paño, de pie en medio de los juncos de los que brota el agua. Luego, el agua brota de la gran pila de piedra que se colocó sobre un pedestal octogonal de bronce decorado con cuatro delfines y hojas. El agua sale de doce mascarones en efigie de cabezas de león, adornadas con óvulos, entrelazados y follaje, que completan las cabezas de león. El agua sale a borbotones silenciosamente, en un fino chorro que vuelve a caer en el gran estanque.

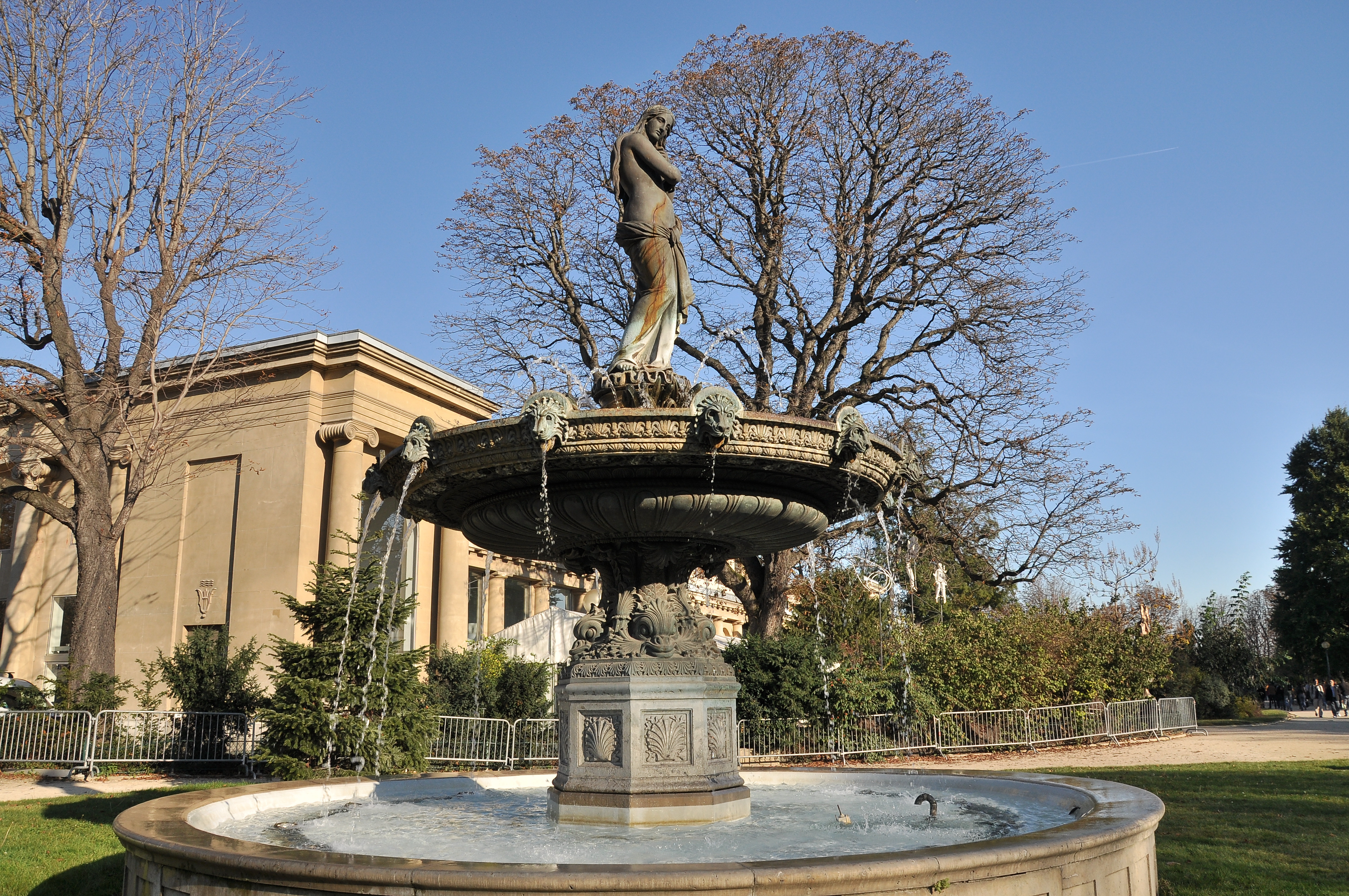
Visión general.
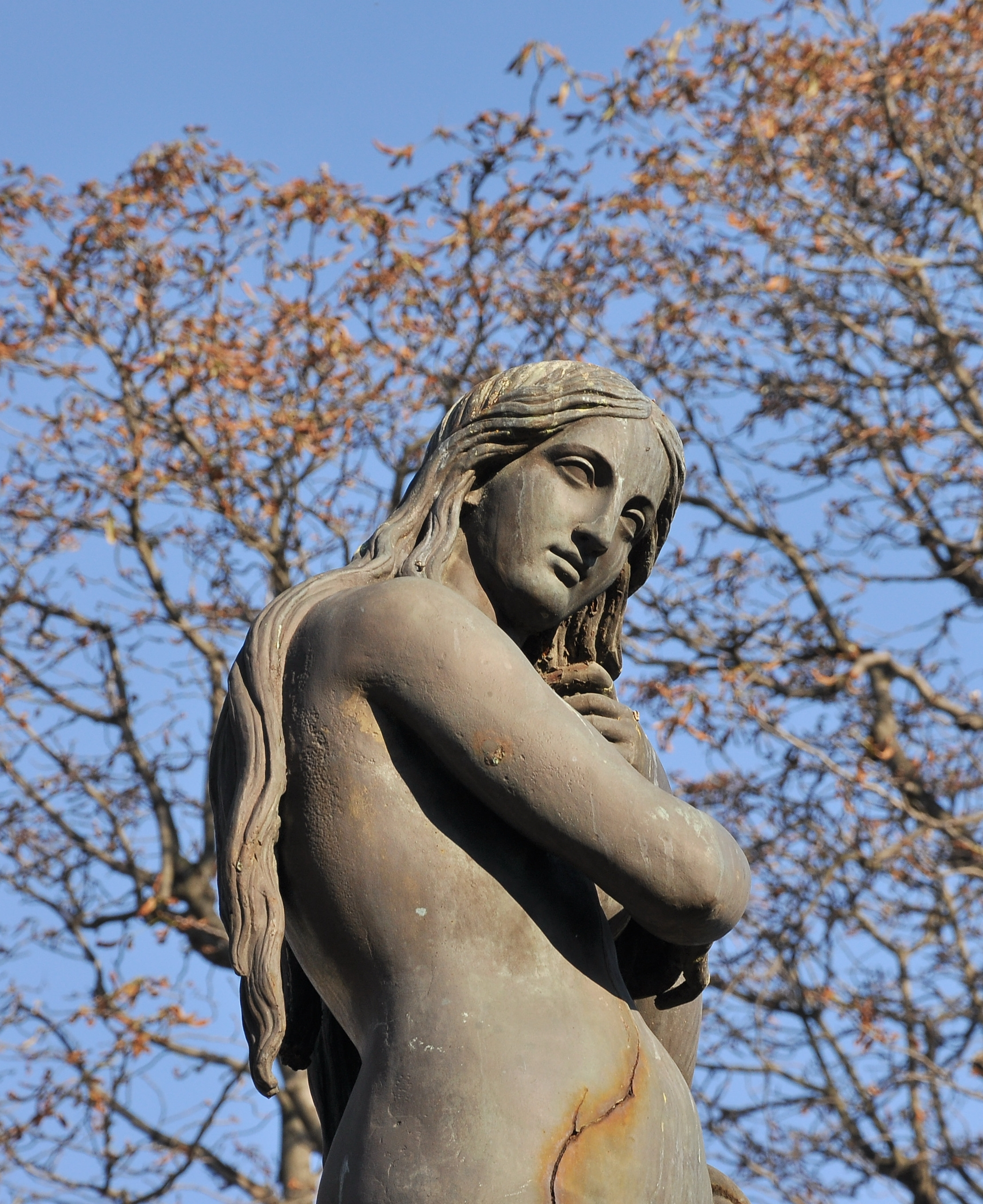
Venus de Francisque Duret .
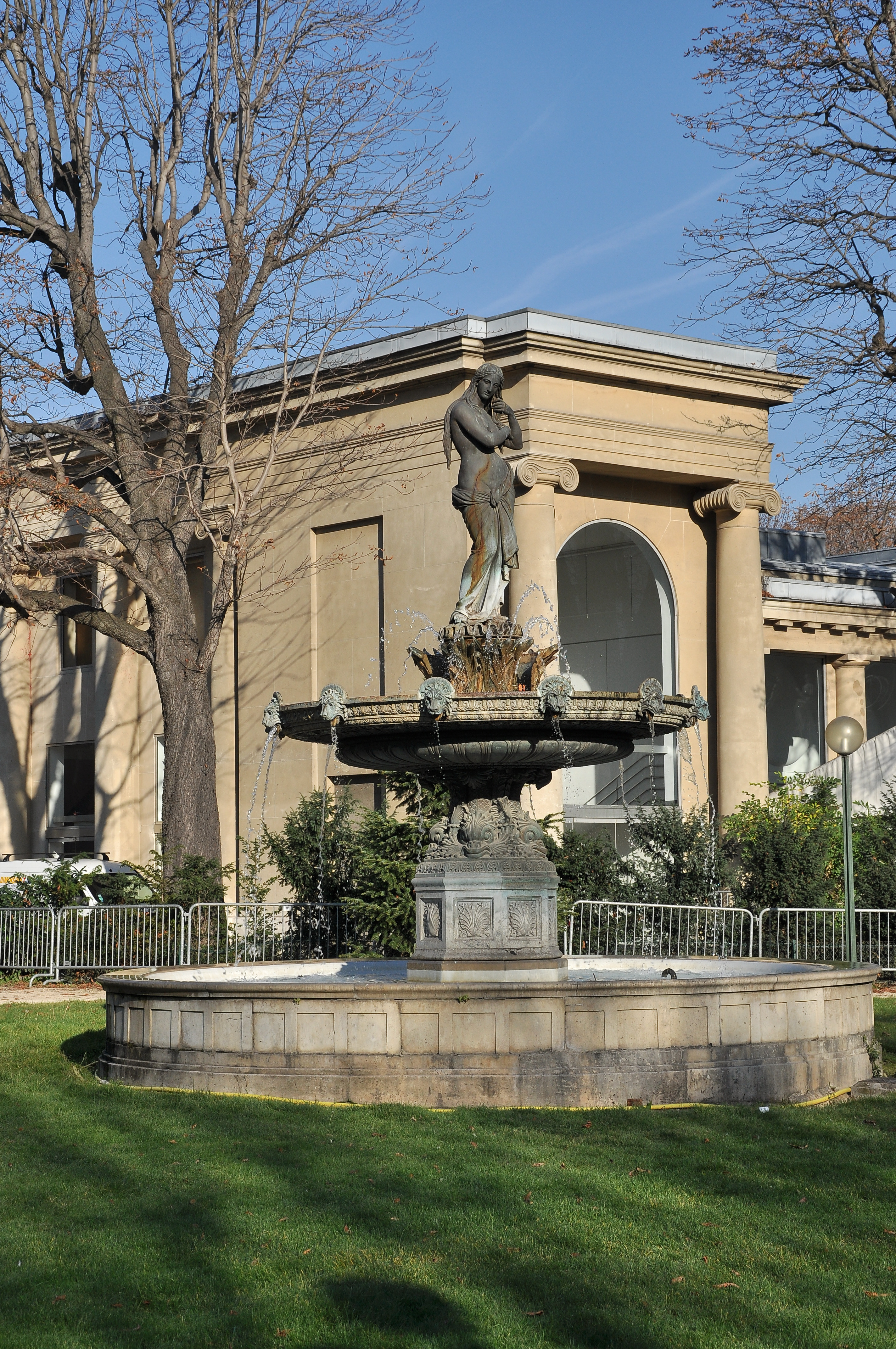
La estatua de Venus trenzando su cabello.